# Scott Bakula
Scott Stewart Bakula (St. Louis, Missouri, 9. listopada 1954.), američki je glumac. 

## Životopis
Scott Bakula rođen je 1954. godine od majke Sally i oca Stewarta J. Bakule, u St. Louisu, gradu u američkoj saveznoj državi Missouri. Bakula je preselio u New York 1976. godine i tu je počeo s izgradnjom svoje glumačke karijere.
Najpoznatiji je po ulozi Sama Becketta u televizijskoj seriji "Quantum Leap" za koju je dobio Zlatni globus za najboljeg dramskog glumca 1991. godine i bio je nominiran za četiri nagrade Emmy. Također imao je istaknutu ulogu kao kapetan Jonathan Archer u znanstvenofantastičnoj TV seriji Zvjezdane staze: Enterprise.
Bakula se vjenčao s Kristom Neumann 1981. godine i s njom ima dvoje djece, Chelsy i Cody. Razveli su se 1995. godine. S glumicom Chelsea Field vjenčao se 1996. godine i s njom ima dvoje djece,  Wila Botfielda i Owena Barretta.

## Vanjske poveznice
- Internet Movie Database